# Пансион

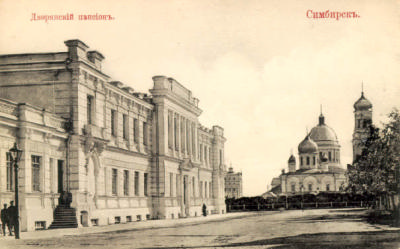
Дворянский пансион (открытка 1900 г., г. Симбирск).

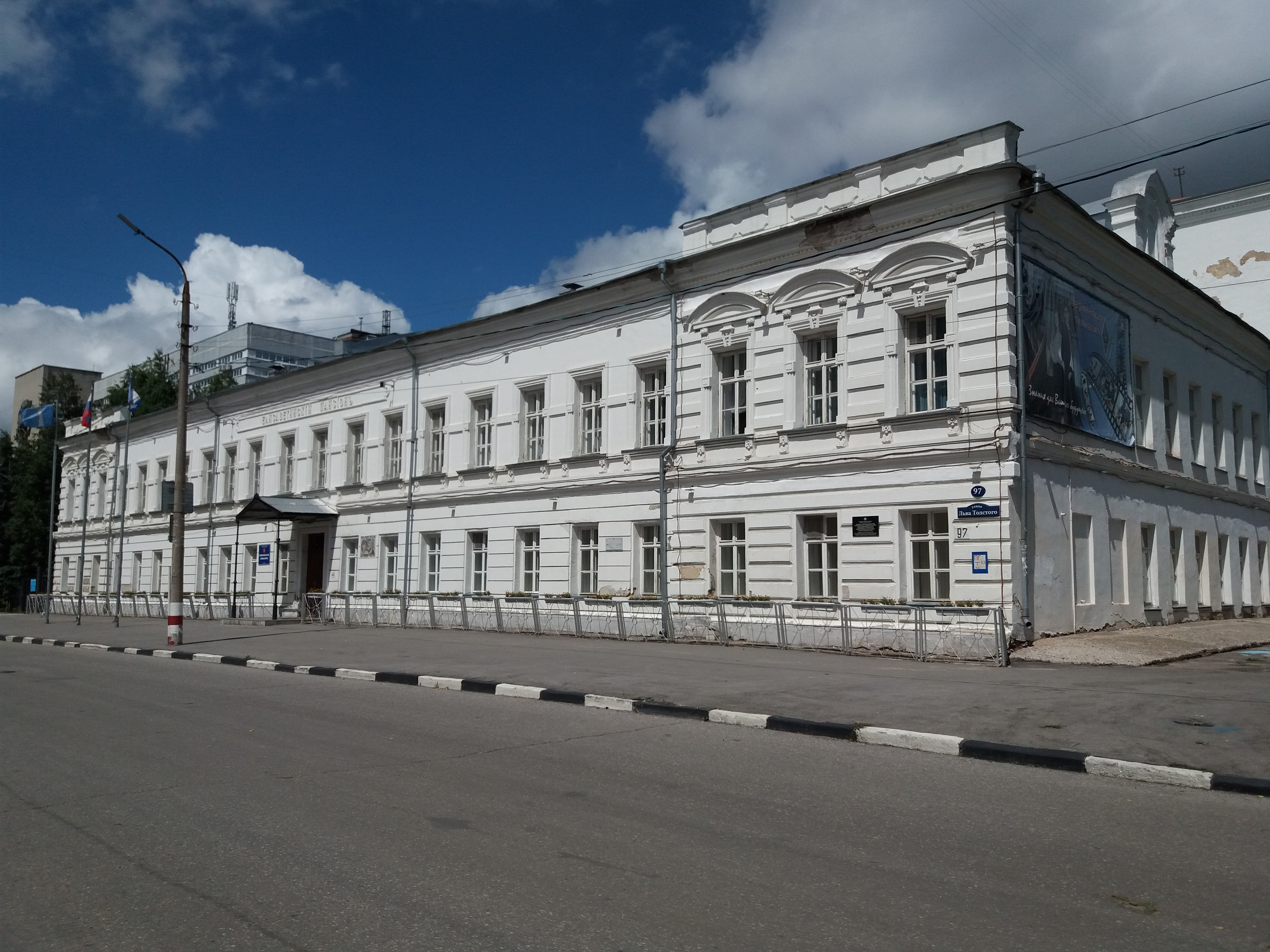
Здание бывшего Елизаветенского пансиона, ныне Мариинская гимназия (Ульяновск).

Пансио́н (фр. pension, от лат. pensio — платеж, взнос, арендная или квартирная плата) — учебное заведение закрытого типа с полным содержанием, имеющее общежитие. В Европе появились в период раннего Средневековья, располагались при духовно-учебных заведениях.
1. В гостиничном хозяйстве термин, применяемый для обозначения формы питания, включённой в стоимость проживания; делится на полный и неполный, полупансион[2].
  - Полный пансион (зачастую обозначается — FB, от англ. Full board) включает завтрак, обед и ужин.
  - Полупансион (зачастую обозначается — HB, от англ. Half board) включает завтрак и ужин.
2. В дореволюционной России и некоторых зарубежных странах название частного или государственного закрытого учреждения с общежитием и полным содержанием учащихся[3][4]. См. Интернат
3. Устаревшее название небольшой гостиницы с полным содержанием проживающих.